# Сингараджа
Сингараджа е пристанищен град на северното крайбрежие на остров Бали, Индонезия, който служи като седалище на регентството Булеленг. Намира се на изток от Ловина и е център на областта Булеленг, обхващаща площ от 46,94 km², с население 150 210 души през 2020 г., втора по големина на острова. Името означава „цар лъв“ (от singam и raja).
Сингараджа е холандската колониална столица на Бали и Малките Зондски острови от 1849 до 1960 г., административен център и пристанище, през което са пристигали повечето посетители преди развитието на района на полуостров Букит на юг. Сингараджа също е бил административен център за японците по време на тяхната окупация през Втората световна война.
Южно от центъра на града се намира Gedong Kirtya – единствената библиотека в света от лонтарски ръкописи (древни и свещени текстове върху листа от ронталска палма).

## Климат
Сингараджа има тропичен саванен климат, с малко или никакви валежи от юни до октомври и обилни валежи от декември до март. Месеците април, май и ноември са с умерени валежи.

## Известни личности
- I Ketut Gedé, художник
- Jero Wacik, политик
- Pandji Tisna, писател, крал на Булеленг
- Putu Oka Sukanta, писател

## Побратимени градове
Сингараджа има следните побратимени градове:
- Баколод, Филипините
- Андонг, Южна Корея

## Галерия
- Джамията Al-mujahidin
- Статуя на Брахма
- Протестантската църква Sabda Bayu
- Изображение на състезание с говеда
- Хануман
- Джамията Agung Jami